# Maria del Olvido Noguera Albelda
Maria del Olvido Noguera Albelda (ur. 30 grudnia 1903 w Walencji; zm. 30 listopada 1936) – hiszpańska błogosławiona Kościoła katolickiego. 
Była członkinią Akcji Katolickiej. Zginęła w czasie trwania wojny domowej w Hiszpanii, mając zaledwie 32 lata.
Została beatyfikowana w grupie Józef Aparicio Sanz i 232 towarzyszy przez papieża Jana Pawła II w dniu 11 marca 2001 roku.